# Soddy-Daisy
Soddy-Daisy és una població dels Estats Units a l'estat de Tennessee. Segons el cens del 2000 tenia 11.530 habitants.

## Demografia
Segons el cens del 2000, Soddy-Daisy tenia 11.530 habitants, 4.511 habitatges, i 3.392 famílies. La densitat de població era de 193,3 habitants/km².
Dels 4.511 habitatges en un 31,6% hi vivien nens de menys de 18 anys, en un 59,9% hi vivien parelles casades, en un 11,4% dones solteres, i en un 24,8% no eren unitats familiars. En el 21,8% dels habitatges hi vivien persones soles el 8,8% de les quals corresponia a persones de 65 anys o més que vivien soles. El nombre mitjà de persones vivint en cada habitatge era de 2,53 i el nombre mitjà de persones que vivien en cada família era de 2,93.
Per edats la població es repartia de la següent manera: un 23% tenia menys de 18 anys, un 8,7% entre 18 i 24, un 29,3% entre 25 i 44, un 25,5% de 45 a 60 i un 13,5% 65 anys o més.
L'edat mediana era de 38 anys. Per cada 100 dones de 18 o més anys hi havia 90,3 homes.
La renda mediana per habitatge era de 37.163 $ i la renda mediana per família de 41.394 $. Els homes tenien una renda mediana de 32.073 $ mentre que les dones 23.147 $. La renda per capita de la població era de 16.889 $. Entorn del 6,5% de les famílies i el 8,8% de la població estaven per davall del llindar de pobresa.

## Poblacions més properes
El següent diagrama mostra les poblacions més properes.